# سرتشلوسكان عليا (مقاطعة تشرداول)
سرتشلوسكان عليا (بالفارسية: سرچلوسکان علیا) هي قرية تقع في قسم زردلان الريفي (مقاطعة تشرداول) في إيران.